# Vụ tấn công hai trụ sở Ủy ban nhân dân xã tại Đắk Lắk 2023
Vào khoảng 1 giờ sáng ngày 11 tháng 6 năm 2023, một nhóm người không xác định danh tính có mang theo vũ trang đã tấn công trụ sở Ủy ban nhân dân hai xã Ea Tiêu và Ea Ktur thuộc huyện Cư Kuin, tỉnh Đắk Lắk khiến 9 người tử vong, trong đó có 4 công an, 1 Chủ tịch ủy ban nhân dân xã, 1 Bí thư Đảng ủy xã và 3 dân thường, 2 người khác bị thương, đồng thời đốt phá nhiều tài liệu, giấy tờ và tài sản. Theo quan điểm của chính quyền Việt Nam, đây là một vụ tấn công khủng bố có tính chất đặc biệt nghiêm trọng. Tính đến ngày 20 tháng 7, đã có 90 người bị khởi tố, bắt tạm giam vì có liên quan đến các vụ tấn công. Theo cơ quan công an, chủ mưu bị bắt giữ là Y Sôl Niê, quê Gia Lai, sinh sống tại TP Buôn Ma Thuột, có quốc tịch Hoa Kỳ.

## Bối cảnh
Vùng đất Tây Nguyên chiếm phần lớn diện tích trồng cà phê của Việt Nam. Đây cũng là nơi sinh sống của một vài dân tộc thiểu số. Từ lâu, khu vực này được coi là điểm nóng của các vấn đề tranh chấp đất đai. Trong chiến tranh Việt Nam, nhóm người Thượng từng hợp tác với chính quyền Việt Nam Cộng hòa do Hoa Kỳ hậu thuẫn. Nhiều đơn vị quân sự đặc biệt từng tham chiến tại đây, bao gồm Lực lượng Đặc biệt Mỹ (US Special Forces – Green Berets), LLĐB Quân lực Việt Nam Cộng hòa, và các Toán thám sát MACV-SOG (Military Assistance Command, Vietnam – Studies and Observations Group), một lực lượng bán quân sự tinh nhuệ của Mỹ thực hiện các nhiệm vụ sâu trong lãnh thổ đối phương. Các lực lượng này đóng vai trò then chốt trong các chiến dịch bí mật tại Tây Nguyên và khu vực dãy Trường Sơn. Nhiều người Thượng được tuyển mộ vào các đơn vị CIDG (Civilian Irregular Defense Group) dưới sự huấn luyện và chỉ huy của LLĐB Mỹ.
Cuối tháng 5 năm 2022, Ủy ban nhân dân huyện Cư Kuin tiến hành cưỡng chế tháo dỡ 64 công trình được cho là xây dựng trái phép trên đất cà phê do Công ty Trách nhiệm hữu hạn Cà phê Việt Thắng quản lý tại xã Ea Tiêu và 500 công trình khác. Ngày 28 tháng 2 năm 2023, Ủy ban nhân dân huyện này tiến hành cưỡng chế thu hồi đất và giải phóng mặt bằng nhằm thực hiện dự án đường Hồ Chí Minh đoạn tránh phía Đông Buôn Ma Thuột. Đến ngày 4 tháng 3, việc cưỡng chế được dừng lại. Tháng 5 năm 2023, một phóng viên của báo Tiền Phong bị dọa giết sau khi đến khu vực thi công múc đất để điều tra và xác minh hoạt động khai thác đất trái phép.

## Vụ tấn công
Vào lúc 1 giờ sáng ngày 11 tháng 6 năm 2023, một nhóm khoảng 50 người không xác định danh tính đã chia làm hai tốp, mang súng, dao, bom xăng, lựu đạn, tấn công vào trụ sở ủy ban nhân dân hai xã Ea Tiêu và Ea Ktur (trong đó có khu vực làm việc của Công an xã) thuộc huyện Cư Kuin, tỉnh Đắk Lắk, bắn và đâm chết 4 cảnh sát, làm trọng thương 3 cảnh sát. Sau khi nhận được tin báo, Chủ tịch ủy ban nhân dân xã Ea Tiêu và Bí thư Đảng ủy xã Ea Ktur lái xe đến hiện trường, nhưng ngay sau đó đã bị nhóm người này chặn đường và giết chết. Trên đường bỏ trốn, nhóm người này chặn 2 xe của người dân và giết chết họ. Một xe tải chở cà phê đi ngang qua đó cũng bị nhóm này chặn lại nhưng lái xe và phụ xe may mắn trốn thoát được. Nhóm người đã bắn vỡ kính chắn gió và thiêu rụi buồng lái chiếc xe tải. Kết quả, có 9 người chết và 2 người bị thương. Nhóm người này cũng bắt 3 người làm con tin. Hai trong số ba con tin bị bắt giữ đã được giải cứu sau đó, một con tin khác tự giải thoát.
Theo Đài Truyền hình Việt Nam, trong quá trình dùng súng, dao, bom xăng, lựu đạn để tấn công hai trụ sở ủy ban nhân dân, bên cạnh sát hại những người có mặt tại hiện trường, nhóm người cũng đập phá cửa sổ và cửa chính, đốt cháy nhiều tài liệu và giấy tờ.

## Bắt giữ
Ngay khi xảy ra vụ nổ súng, người phát ngôn Bộ Công an Trung tướng Tô Ân Xô cho biết đã đưa ra sắc lệnh tình trạng khẩn cấp trong vùng bị ảnh hưởng đồng thời chỉ đạo Công an tỉnh Đắk Lắk và các cơ quan liên quan tiến hành phối hợp truy bắt nhóm người gây ra vụ nổ súng. Trưa ngày 11 tháng 6, Bộ Công an cho biết đã bắt giữ 6 nghi phạm. Đến sáng ngày 12 tháng 6, số người bị bắt giữ là 22. Tính đến 10 giờ ngày 13 tháng 6, Bộ Công an cho biết đã bắt được 39 người, thu giữ nhiều vũ khí, bao gồm súng trường CKC. Đến tối cùng ngày, số người bị bắt là 45. Trong đêm ngày 13 tháng 6, có thêm một người ra trình diện với cảnh sát, nâng tổng số người bị bắt giữ lên 46.
Ngày 15 tháng 6 năm 2023, nghi phạm Y Thô Ayun, được cho là một trong những người cầm đầu vụ nổ súng, bị bắt giữ, nâng tổng số người bị bắt lên con số 47. Đến ngày 17 tháng 6 năm 2023, đã có 62 người bị bắt vì liên quan đến vụ việc. Ngày 20 tháng 6 năm 2023, Bộ Công an cho biết đã bắt giữ 74 người, thu 15 khẩu súng các loại cùng 1.199 viên đạn và nhiều vũ khí khác để phục vụ công tác điều tra. Ngày 23 tháng 6, nhà chức trách thông báo đã bắt giữ 75 nghi phạm.
Trong thời gian nhà chức trách truy bắt những người có liên quan đến vụ nổ súng, nhiều người dân trên địa bàn huyện Cư Kuin đã góp gạo, thực phẩm và các nhu yếu phẩm khác để nấu các suất ăn tặng cho các lực lượng an ninh đang làm nhiệm vụ. Người dân trên địa bàn, bao gồm cả phụ nữ, cũng hỗ trợ & tham gia tích cực cùng lực lượng cảnh sát trong quá trình truy bắt các nghi can. Chính quyền huyện Cư Kuin đã tổ chức khen thưởng đột xuất cho lực lượng thực thi pháp luật tham gia vây bắt những người nổ súng đã bỏ trốn.

## Điều tra
Theo Đài Truyền hình Việt Nam, tất cả những người tham gia vào vụ tấn công đều ngụ trên địa bàn tỉnh Đắk Lắk. Một số người tham gia vào vụ việc cho biết họ được một số đối tượng "lôi kéo, dụ dỗ", thực hiện hành vi tấn công trụ sở ủy ban nhân dân xã Ea Tiêu và Ea Ktur thuộc huyện Cư Kuin, tỉnh Đắk Lắk, được hứa hẹn cho tiền, tài sản sau khi thực hiện vụ tấn công. Trước khi tiến hành tấn công, những người này cũng đã bàn bạc kĩ lưỡng và phân công, bàn giao vũ khí cho từng thành viên tham gia.
Theo điều tra ban đầu của cơ quan cảnh sát, từ ngày 3 tháng 6 đến ngày 9 tháng 6, nhóm người tấn công các trụ sở ủy ban nhân dân xã được cho là đã bị một người có tên Y Sôl Niê yêu cầu tập trung ở khu vực huyện Cư Kuin, hứa hẹn đưa những người này vượt biên ra nước ngoài và chu cấp 100 triệu đồng. Theo đó, từ ngày 6 tháng 6 đến ngày 10 tháng 6, đã có hơn 50 người từ nhiều địa phương khác nhau trên địa bàn hai tỉnh Đắk Lắk và Gia Lai tập trung tại một chòi rẫy trên địa bàn huyện Cư Kuin để ăn uống và bàn bạc, sau đó lên kế hoạch cho việc tấn công. Theo ông Tô Ân Xô, nhóm người này được chỉ đạo "nếu gặp cán bộ và công an xã thì giết chết, cướp tài sản, súng đạn".
Nhóm người tấn công hai trụ sở ủy ban nhân dân xã ở Đắk Lắk cho biết mục đích "nhằm xâm nhập phòng làm việc của dân quân xã đội và công an xã để cướp vũ khí, gây tiếng vang, ảo tưởng được ra nước ngoài". Theo lời khai của Y Thô Ayun, một trong những người bị cáo buộc cầm đầu vụ nổ súng, anh đã "đi tuyên truyền, kích động" nhiều người dân trên địa bàn tỉnh Đắk Lắk. Anh cho biết bản thân chỉ tuyên truyền cho những người tin tưởng vào hành động của mình.
Ngày 20 tháng 6 năm 2023, tại Hội nghị cấp cao những người đứng đầu lực lượng chống khủng bố các nước do Liên Hợp Quốc tổ chức tại New York, Hoa Kỳ, Thiếu tướng Phạm Ngọc Việt, Cục trưởng Cục An ninh nội địa khẳng định hoạt động của nhóm đối tượng tấn công trụ sở xã tại tỉnh Đắk Lắk là "hoạt động khủng bố có tổ chức" và có nghi phạm là thành viên của một tổ chức có trụ sở tại Mỹ, nhận lệnh từ tổ chức này để tổ chức tấn công. Đến ngày 23 tháng 6 năm 2023, cơ quan điều tra tiến hành khởi tố vụ án, khởi tố bị can 75 người về tội "khủng bố chống chính quyền nhân dân"; 7 bị can về tội "không tố giác tội phạm"; 1 bị can về tội "che giấu tội phạm" và 1 bị can về tội "tổ chức, môi giới cho người khác xuất cảnh, nhập cảnh hoặc ở lại Việt Nam trái phép". Tổng số người bị khởi tố là 84 người.

## Phản ứng

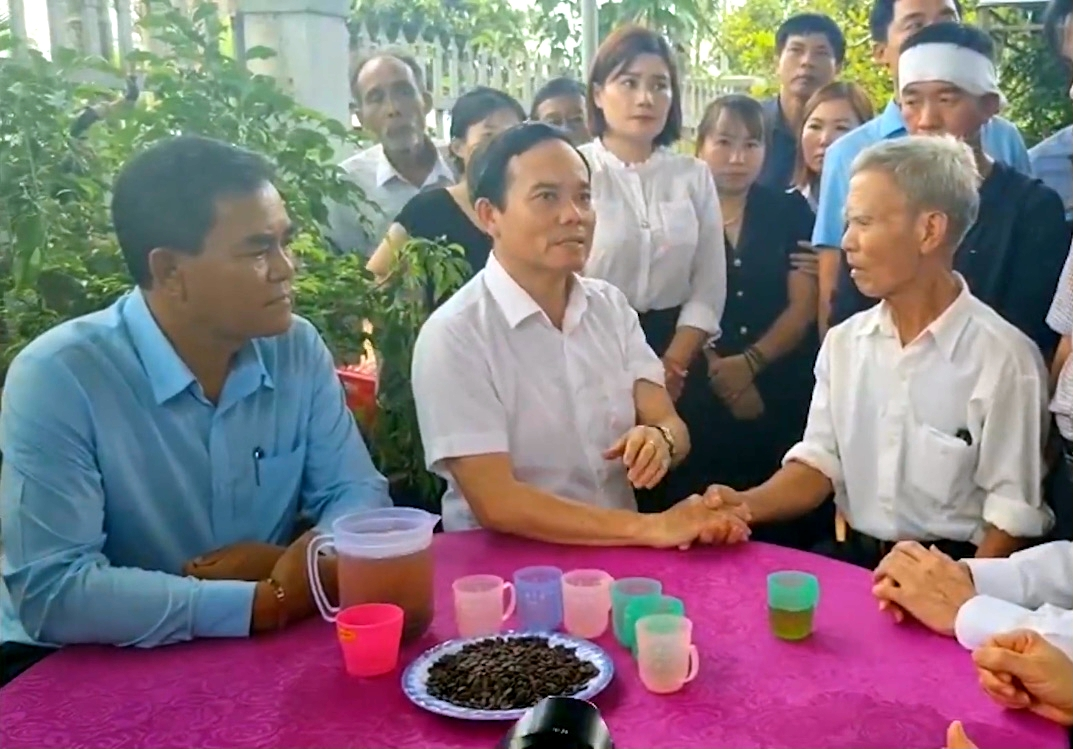
Phó Thủ tướng Chính phủ Trần Lưu Quang thăm nạn nhân tại Đắk Lắk

Theo Đài Á Châu Tự Do không lâu sau khi xảy ra vụ việc, báo VnExpress có đăng tải bài viết dẫn thông tin từ Bộ Công an cho biết có ít nhất 7 người thương vong trong vụ nổ súng, nhưng sau đó thông tin này đã bị xóa bỏ. Cùng ngày, Bộ Công an nhắc nhở người dân giữ bình tĩnh, đồng thời yêu cầu các cơ quan truyền thông kiểm chứng thông tin chính xác. Chiều cùng ngày, Bộ trưởng Bộ Công an Tô Lâm quyết định thăng quân hàm cho 4 cảnh sát tử vong trong vụ việc. Sáng 12 tháng 6, Phó Thủ tướng Trần Lưu Quang đến thăm hỏi những người bị thương, gia đình những người tử vong, đồng thời chỉ đạo công nhận liệt sĩ cho 4 cảnh sát thiệt mạng. Phó Tổng Tham mưu trưởng Quân đội Nhân dân Việt Nam Huỳnh Chiến Thắng cũng dẫn đoàn công tác của Bộ Quốc phòng đến kiểm tra hiện trường vụ việc.
Theo BBC tiếng Việt, chỉ trong vòng nửa ngày 11 tháng 6, đã có có khoảng 2.258 tin bài trên các trang báo, diễn đàn và mạng xã hội viết và bình luận về vụ tấn công. Trong đó, có 386 bài báo và 1.707 bài đăng đến từ mạng xã hội và hầu hết là từ Facebook. Nhà chức trách cũng đã xử phạt hành chính một số người vì đưa tin giả về vụ nổ súng. Theo Công an tỉnh Đắk Lắk, tính đến ngày 17 tháng 6, đơn vị này đã xử lý hơn 100 trường hợp đưa tin giả về vụ tấn công.

## Nhận xét
Theo Trung tướng Tô Ân Xô, Bộ Công an đánh giá vụ việc là hành vi gây mất an ninh, trật tự nghiêm trọng, có tổ chức, rất manh động, liều lĩnh, man rợ, mất nhân tính. Đồng quan điểm, Thiếu tướng Phạm Ngọc Việt, Cục trưởng Cục An ninh nội địa, Bộ Công an cho rằng: "Đây là hoạt động khủng bố có tổ chức, được trang bị các loại vũ khí; hành vi rất manh động, liều lĩnh, man rợ, mất nhân tính".
Mục sư Ae Smit, 73 tuổi, trú buôn Kniết, xã Ea Ktur, huyện Cư Kuin, tỉnh Đắk Lắk, bày tỏ: "Tôi thấy đây là một hành động rất tàn bạo, từ nhỏ đến lớn chưa từng thấy nên nhiều đồng bào ở đây rất sợ hãi”.
Theo đài BBC Tiếng Việt, từ lâu nay nơi đây đã là điểm nóng, người dân bất mãn về một số vấn đề, trong đó có chuyện tranh chấp đất đai và quyền sử dụng đất. Theo Đài Tiếng nói Hoa Kỳ (VOA phiên bản tiếng Việt), ông Nguyễn Trường Sơn, nghiên cứu sinh thạc sĩ tại Đại học Chính trị Quốc gia Đài Loan, cho rằng công tác quản trị của Việt Nam ở Tây Nguyên khiến ông liên tưởng đến sự cai trị của Pháp ở chính Việt Nam trong quá khứ. Ông nói rằng mình đã từng gặp hàng trăm người dân tộc thiểu số tị nạn tại nước láng giềng, và ông cho rằng họ đều bị chính quyền Việt Nam phân biệt đối xử vì niềm tin tôn giáo, bị gán ghép cho các âm mưu chính trị và bị mất đất.
Ông Phil Robertson, Phó Giám đốc Tổ chức Theo dõi Nhân quyền khu vực châu Á ngày 12 tháng 6 cho là: "Đằng sau tấm màn bí mật mà Việt Nam phủ lên vùng cao nguyên, chính phủ vi phạm một cách nghiêm trọng các quyền, khước từ tự do tôn giáo và tín ngưỡng, chiếm đoạt đất đai của các dân tộc bản địa, và cố gắng cưỡng ép đồng hóa vào văn hóa, ngôn ngữ và xã hội dân tộc Kinh vốn ở thế áp đảo."
Giáo sư Oscar Salemink, Khoa Nhân chủng học, Đại học Copenhagen, người có nhiều công trình nghiên cứu về Tây Nguyên và từng được Cao ủy Nhân quyền Liên Hiệp Quốc mời viết báo cáo sau vụ bạo động năm 2001 cho biết: "Các vấn đề ở Tây Nguyên của Việt Nam cũng tương tự như ở các khu vực khác nơi các nhóm bản địa không có quyền cá nhân đối với đất đai và tài nguyên, như khu vực Amazon ở Nam Mỹ".